# Kastner von Sigmundslust

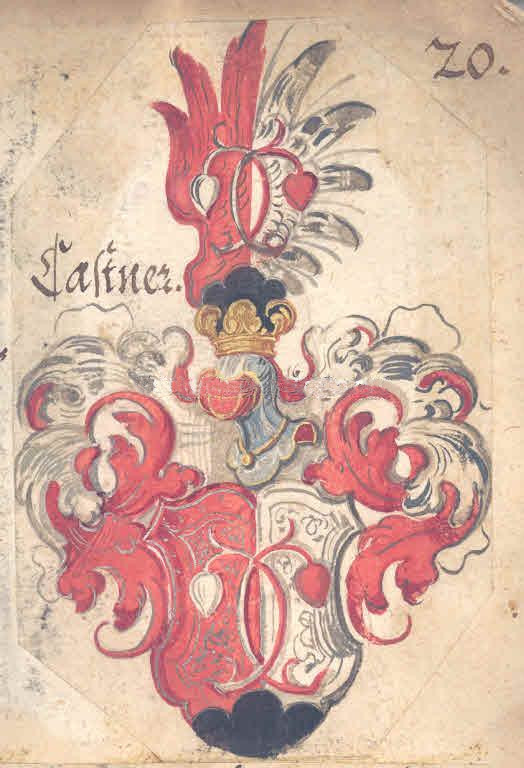
Wappen der Kastner von Sigmundslust (1633)

Kastner von Sigmundslust auf Kastenstein und Traunegg auch Castner war der Name eines alten tirolerischen, landsässigen Rittergeschlechts.

## Geschichte
Die Familie gehörte zum landsässigen Adel in Tirol und stand zunächst in Diensten Kaiser Maximilian I. und Erzherzog Siegmund von Österreich-Tirol. Um 1565 lebte der Pfleger und Pfandinhaber der Herrschaft Schwaz und Freudensberg Rochus Castner, der 45 Jahre als Tiroler Kammerrat fungierte. Am 26. August 1587 erteilte Kaiser Rudolf II. den Söhnen des verstorbenen Rochus Castner, Gregor, Wolfgang und Hans, sowie den Söhnen des Thomas Castner, Hans, Rochus, Thomas und Martin den rittermäßigen Adelsstand, das Prädikat „von Sigmundslust“, sowie eine Wappenbesserung und Rotwachsfreiheit. Gregor Castner war Kammerrat, Urbarrichter, Zoll- und Ungeldeinnehmer der Herrschaft Kufstein, sowie Wolfgang Castner, der Tiroler Kammer Pfleger von Schwaz und Freudensberg. 1601 wurde die Familie unter die Tiroler Landstände aufgenommen.
Die Brüder, der in Hal in Tirol tätige Amtsrat Erzherzog Leopolds V. von Österreich-Tirol, Johann Conrad Castner von Sigmundslust, der oberösterreichische Regierungsschatzregistrator Johann Christoph Castner von Sigmundslust und ihre Vettern, die in Bozen ansässigen Brüder Joseph und Johann Baptist Castner erhielten am 17. Februar 1633 ein Adelsdiplom, in dem die beiden ersten eine Adelsbestätigung und die beiden letzten eine Wappenbesserung und das Prädikat „von Castenstein“ erhielten. Des Weiteren wurde darin dem Pfleger von Karneid und Ratsherr von Bozen Joseph Castner sein von Grund auf neu erbautes Haus im Gericht zum Stein auf dem Ritten zu einem adligen Ansitz erklärt. 1635 zog der Tiroler Landmann Mathias Castner von Sigmundslust auf Castenstein und Traunegg nach Oberösterreich, wo er ebenfalls landsässig und ständisch wurde. Anton Rochus Castner von Sigmundslust und Kastenstein erscheint 1763 und 1776 als k. k. Gubernial-Sekretär in Innsbruck, der noch Ende des 18. Jahrhunderts lebte.

## Besitzungen

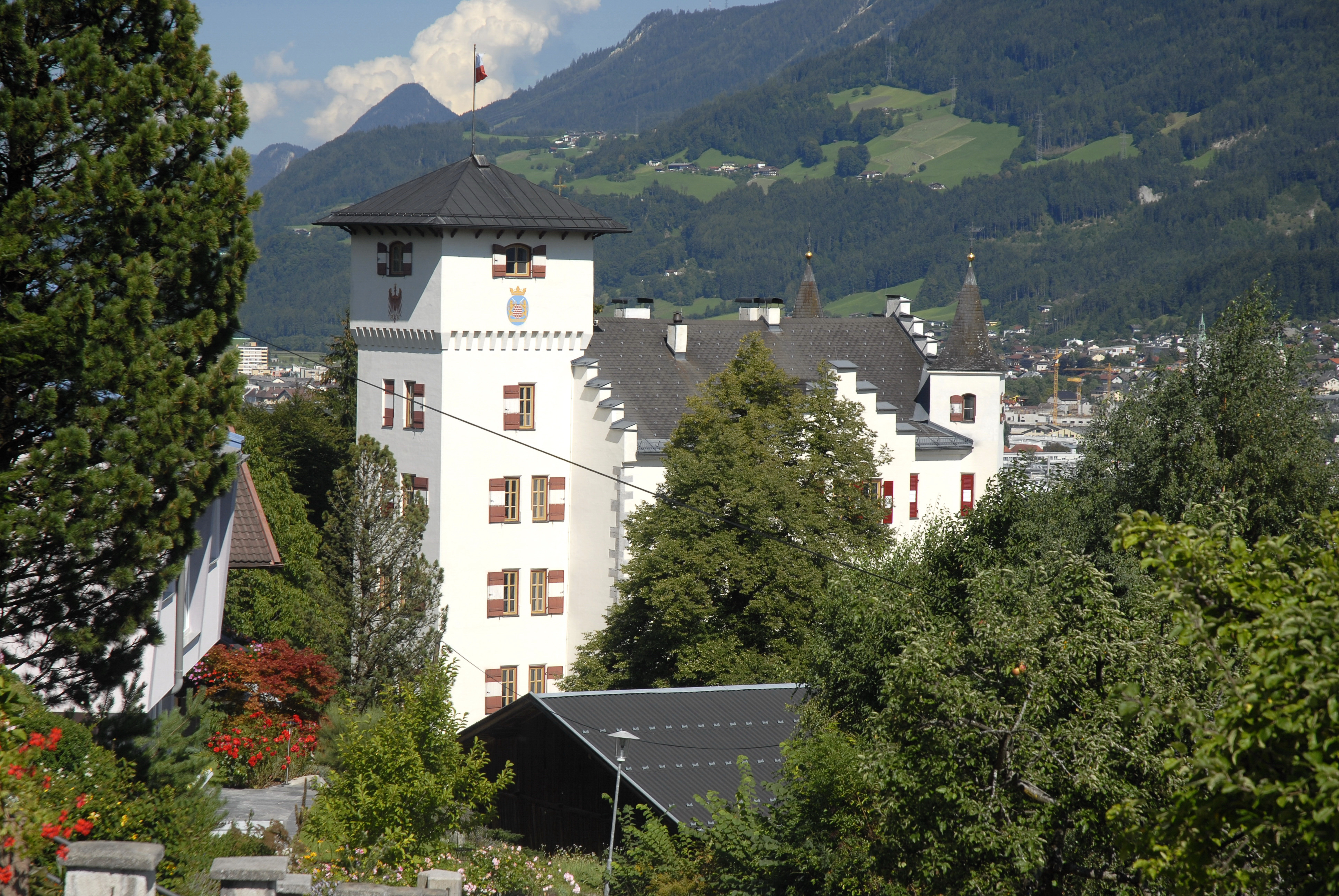
Schloss Sigmundslust
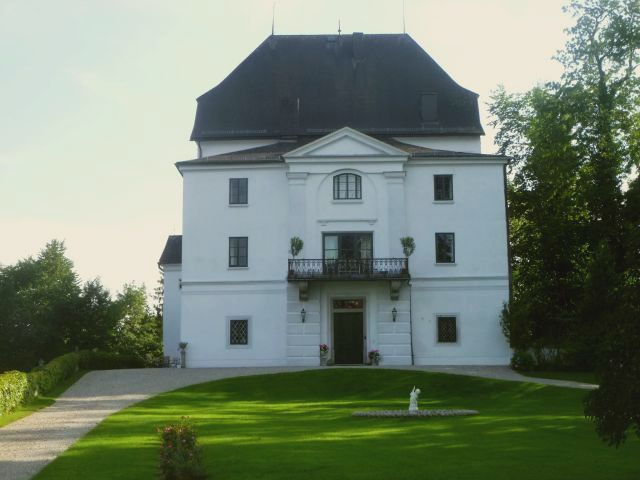
Schloss Wolfsegg
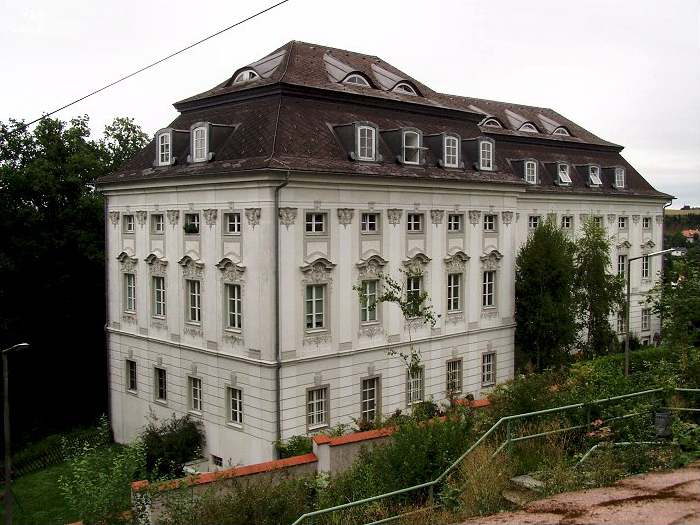
Schloss Traunegg
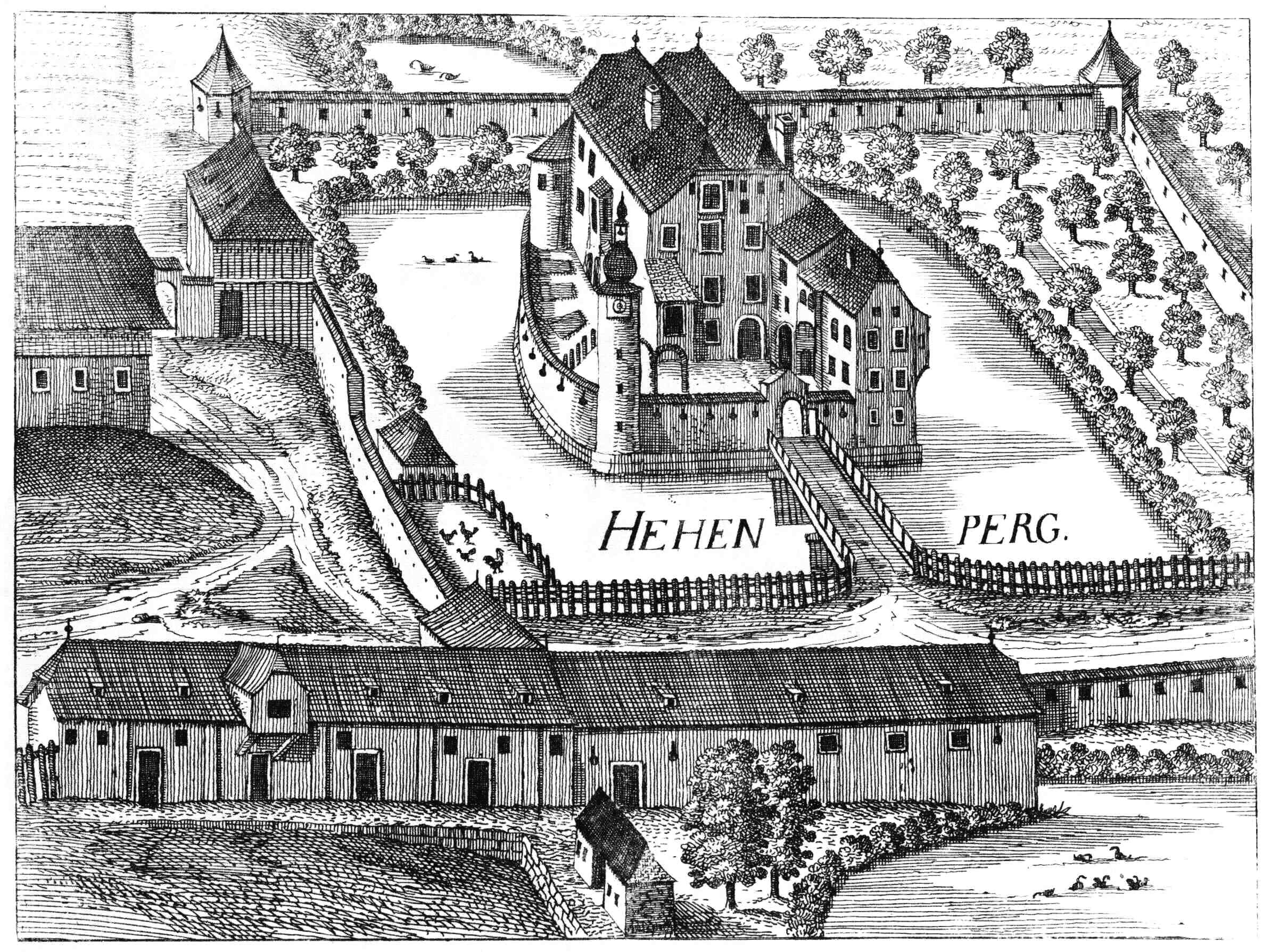
Schloss Hehenberg

- Schloss Sigmundslust
- Schloss Wolfsegg
- Schloss Traunegg
- Schloss Hehenberg

## Wappen
Blasonierung: Schild von Rot und Silber gespalten, darin über einem schwarzen Dreiberg zwei mit treibenden Stielen kreuzweise verschlungene Seeblätter in verwechselten Farben. Kleinod ein geschlossener Flug, tingiert und belegt wie der Schild, Decken rot-silbern.

## Genealogie (Auswahl)
1. Rochus I. Castner
  1. Gregor Castner von Sigmundslust
  2. Wolfgang Castner von Sigmundslust
  3. Hans II. Castner von Sigmundslust
2. Thomas I. Castner
  1. Hans III. Castner von Sigmundslust
  2. Rochus II. Castner von Sigmundslust
  3. Thomas II. Castner von Sigmundslust
  4. Martin Castner von Sigmundslust
3. Hans I. Casnter
  1. Hans IV. Castner
    1. Joseph Castner von Castenstein
    2. Johann Baptist Castner von Castenstein[5]
      1. Mathias Castner von Sigmundslust auf Castenstein und Traunegg
        1. Andreas Ignaz Castner von Sigmundslust auf Castenstein und Traunegg, ⚭ 1.) Maria Cäcilia Engl von Wagrain, ⚭ 2.) Maria Susanna Spindler von Hofegg
          1. Georg David Castner von Sigmundslust, gefallen
          2. Mathias Ferdinand Castner von Sigmundslust († 26. Juni 1722), ⚭ Isabella Eleonora von Pfliegl zu Wolfseck
            1. Johann Gottfried Ferdinand Castner von Sigmundslust, ⚭ 1723 Maria Josepha Eleonora Gräfin von Harrach, verwitwete Gräfin von Tattenbach

          3. Joseph Ignaz Castner von Sigmundslust
          4. Franz Jakob Castner von Sigmundslust, gefallen[6]